# Liste du patrimoine mondial en Iran
Cet article recense les sites inscrits au patrimoine mondial en Iran.

## Statistiques
L'Iran (République islamique d'Iran pour l'UNESCO) accepte la Convention pour la protection du patrimoine mondial, culturel et naturel le 26 février 1975. Les premiers sites protégés sont inscrits en 1979.
En 2025, l'Iran compte 29 sites inscrits au patrimoine mondial, 27 culturels et 2 naturels.
Le pays a également soumis 50 sites à la liste indicative, 37 culturels, 10 naturels et 3 mixtes.

## Listes

### Patrimoine mondial
Les sites suivants sont inscrits au patrimoine mondial :
| Id.  | Site                                                                  | Province                                                     | Année | Superficie (ha) | Critères et notes | Coordonnées                             | Illus. |
| ---- | --------------------------------------------------------------------- | ------------------------------------------------------------ | ----- | --------------- | --- | --------------------------------------- | ------ |
| 1208 | Bam et son paysage culturel                                           | Kerman                                                       | 2004  |                 | Culturel, (ii), (iii), (iv), (v) En péril (2004-2013) | 29° 07′ 01″ nord, 58° 22′ 01″ est       |        |
| 1222 | Behistun                                                              | Kermanshah                                                   | 2006  | 187             | Culturel, (ii), (iii) | 34° 23′ 17″ nord, 47° 26′ 13″ est       |        |
| 1585 | Chemin de fer transiranien                                            | Khouzistan, Mazandéran, Téhéran                              | 2021  | 5 784           | Culturel, (ii), (iv) | 35° 39′ 29,9″ nord, 51° 23′ 54″ est     |        |
| 1505 | Désert de Lout                                                        | Kerman                                                       | 2016  | 2 278 012       | Naturel, (vii), (viii) | 30° 28′ 01″ nord, 57° 42′ 00″ est       |        |
| 1346 | Ensemble du bazar historique de Tabriz                                | Azerbaïdjan oriental                                         | 2010  | 29              | Culturel, (ii), (iii), (iv) | 38° 04′ 52″ nord, 46° 17′ 35″ est       |        |
| 1345 | Ensemble du Khānegāh et du sanctuaire de Cheikh Safi al-Din à Ardabil | Ardabil                                                      | 2010  | 2,14            | Culturel, (i), (ii), (iv) | 38° 14′ 56″ nord, 48° 17′ 28″ est       |        |
| 1262 | Ensembles monastiques arméniens d'Iran                                | Azerbaïdjan occidental                                       | 2008  | 129             | Culturel, (ii), (iii), (vi) 8 sites répartis en 3 ensembles : Saint-Thaddée, Saint-Stepanos et Sainte-Mère-de-Dieu de Dzordzor | 38° 58′ 44″ nord, 45° 28′ 23″ est       |        |
| 1584 | Forêts hyrcaniennes                                                   | Ardabil, Golestan, Guilan, Mazandéran                        | 2019  | 129 484,74      | Naturel, (ix) Les forêts mixtes hyrcaniennes de la Caspienne, bien iranien, deviennent transfrontalières grâce à l'ajout de deux sites en Azerbaïdjan. Comprend 15 sites en Iran. | 37° 25′ 17,3″ nord, 55° 43′ 27,4″ est   |        |
| 1398 | Gonbad-e Qabus                                                        | Golestan                                                     | 2012  | 1,48            | Culturel, (i), (ii), (iii), (iv) | 37° 15′ 29″ nord, 55° 10′ 08″ est       |        |
| 1716 | Hegmataneh                                                            | Hamedan                                                      | 2024  | 75              | Culturel, (ii), (iii) | 34° 48′ 23″ nord, 48° 30′ 58″ est       |        |
| 1668 | Le caravansérail persan                                               |                                                              | 2023  | 27,77           | Culturel, (ii), (iii) 54 sites distincts | 35° 03′ 30,07″ nord, 51° 25′ 12,49″ est |        |
| 1372 | Le jardin persan                                                      | Fars, Ispahan, Kerman, Khorasan méridional, Mazandéran, Yazd | 2011  | 716             | Culturel, (i), (ii), (iii), (iv), (vi) 9 sites : Ancien jardin de Pasargades, Jardin d'Eram, Jardin du Chehel Sotoun, Jardin de Fin, Jardin d'Abbas Abad, Jardin de Shahzadeh, Jardin de Dolatabad, Jardin de Pahlevanpour, Jardin d'Akbarieh                                                   | 30° 10′ 01″ nord, 53° 10′ 01″ est       |        |
| 1506 | Le qanat perse                                                        | Ispahan, Kerman, Khorasan-e Razavi                           | 2016  | 19 057          | Culturel, (iii), (iv) 11 sites : Qasabeh Gonabad, qanat de Baladeh, qanat de Zarch, qanat Hasam Abad-e Moshir, qanat Ebrahim Abad, qanat de Vazvan, qanat Mozd Abad, qanat de la Lune, qanat de Gowhariz, Ghasem Abad, Akbar Abad                                                               | 34° 17′ 24″ nord, 58° 39′ 16″ est       |        |
| 1744 | Les sites préhistoriques de la vallée de Khorramabad                  | Lorestan                                                     | 2025  | 394,46          | Culturel, (iii) 6 sites : grotte Kaldar (fa), grotte Ghamari, grotte Gilvaran, grotte Yafteh (en), grotte Kunji, abri sous-roche de Gar Arjeneh | 34° 17′ 24″ nord, 58° 39′ 16″ est       |        |
| 1397 | Masjed-e Jāme' d'Ispahan                                              | Ispahan                                                      | 2012  | 2,08            | Culturel, (ii) | 32° 40′ 12″ nord, 51° 41′ 06″ est       |        |
| 1423 | Paysage culturel de Maymand                                           | Kerman                                                       | 2015  | 4 954           | Culturel, (v) | 30° 10′ 05″ nord, 55° 22′ 32″ est       |        |
| 115  | Meidan Emam, Ispahan                                                  | Ispahan                                                      | 1979  |                 | Culturel, (i), (v), (vi) | 32° 39′ 25″ nord, 51° 40′ 41″ est       |        |
| 1422 | Palais du Golestan                                                    | Téhéran                                                      | 2013  | 5,3             | Culturel, (i), (ii), (iii), (iv) | 35° 40′ 48″ nord, 51° 25′ 16″ est       |        |
| 1106 | Pasargades                                                            | Fars                                                         | 2004  | 160             | Culturel, (i), (ii), (iii), (iv) | 30° 11′ 38″ nord, 53° 10′ 01″ est       |        |
| 1568 | Paysage archéologique sassanide de la région du Fars                  | Fars                                                         | 2018  | 639,3           | Culturel, (ii), (iii), (v) 8 sites : Qaleh Dokhtar, relief de l'investiture d'Ardashir (en), relief de la victoire d'Ardashir, Ardashir Khurreh (en), palais d'Ardashir (Firuzabad), cité de Bishapur et éléments liés, grotte de Shapur (en) (Bishapour), palais de Sarvestan (en) (Sarvestan) | 29° 46′ 38,93″ N, 51° 34′ 13,62″ E      |        |
| 1647 | Paysage culturel de Hawraman (en)/Uramanat                            | Kurdistan                                                    | 2021  | 106 307         | Culturel, (iii), (v) Comprend deux vallées. | 35° 06′ 26,49″ nord, 46° 28′ 40,26″ est |        |
| 114  | Persépolis                                                            | Fars                                                         | 1979  | 13              | Culturel, (i), (iii), (vi) | 29° 56′ 02″ nord, 52° 53′ 24″ est       |        |
| 1188 | Soltaniyeh                                                            | Zanjan                                                       | 2005  | 790             | Culturel, (ii), (iii), (iv) | 36° 26′ 06″ nord, 48° 47′ 49″ est       |        |
| 1315 | Système hydraulique historique de Shushtar                            | Khouzistan                                                   | 2009  | 240             | Culturel, (i), (ii), (v) | 32° 01′ 08″ nord, 48° 50′ 10″ est       |        |
| 1456 | Shahr-i Sokhteh                                                       | Seistan-o-Balouchestan                                       | 2014  | 275             | Culturel, (ii), (iii), (iv) | 30° 38′ 49″ nord, 61° 24′ 22″ est       |        |
| 1455 | Suse                                                                  | Khouzistan                                                   | 2015  | 350             | Culturel, (i), (ii), (iii), (iv) | 32° 11′ 20″ nord, 48° 15′ 29″ est       |        |
| 1077 | Takht-e Sulaiman                                                      | Azerbaïdjan occidental                                       | 2003  | 10              | Culturel, (i), (ii), (iii), (iv), (vi) | 32° 04′ 59″ nord, 48° 31′ 59″ est       |        |
| 1544 | Ville historique de Yazd                                              | Yazd                                                         | 2017  | 195,67          | Culturel, (iii), (v) | 31° 53′ 49″ nord, 54° 22′ 05″ est       |        |

### Liste indicative
Les sites suivants sont inscrits sur la liste indicative.
| Site                                                        | Province                                    | Type                                       | Date | Superficie (ha) | Lien | Notes | Coordonnées                       | Illus. |
| ----------------------------------------------------------- | ------------------------------------------- | ------------------------------------------ | ---- | --------------- | ---- | ----- | --------------------------------- | ------ |
| Asbads (moulins à vent) de l'Iran                           | Khorassan-e Razavi, Sistan-et-Baloutchistan | Culturel (i), (ii), (iv), (v)              | 2017 |                 | 6192 |       | 34° 25′ 55″ nord, 60° 10′ 32″ est |        |
| Avenue Vali-ye Asr                                          | Téhéran                                     | Culturel (ii), (iii), (iv)                 | 2019 |                 | 6387 |       | 35° 43′ 05″ nord, 52° 23′ 51″ est |        |
| Axe ghaznévide-seldjoukide au Khorassan                     | Khorassan                                   | Culturel (i), (ii), (iii), (iv)            | 2007 |                 | 5211 |       |                                   |        |
| Bastam et Kharghan                                          | Semnan                                      | Culturel (ii), (iii), (iv)                 | 2007 |                 | 5198 |       | 35° 50′ 06″ nord, 54° 29′ 06″ est |        |
| Bazar de Qeisariyeh à Lar                                   | Fars                                        | Culturel (i), (ii), (iii), (vi)            | 2007 |                 | 5196 |       | 27° 40′ 52″ nord, 54° 20′ 24″ est |        |
| Cathédrale de New Julfa                                     | Ispahan                                     | Culturel (ii), (iii), (vi)                 | 2019 |                 | 6385 |       | 32° 38′ 06″ nord, 51° 39′ 21″ est |        |
| Complexe sacré de l'imam Reza                               | Khorassan-e Razavi                          | Culturel (i), (ii), (iii), (iv), (vi)      | 2017 |                 | 6194 |       | 36° 17′ 17″ nord, 59° 36′ 57″ est |        |
| Ensemble de Firuzabad                                       | Fars                                        | Culturel                                   | 1997 |                 | 893  |       | 28° 52′ nord, 52° 36′ est         |        |
| Ensemble historique de Qasr-e Chirin                        | Kermanshah                                  | Culturel                                   | 2007 |                 | 5188 |       | 34° 30′ 58″ nord, 45° 34′ 55″ est |        |
| Grande mosquée d'Ispahan                                    | Ispahan                                     | Culturel                                   | 1997 |                 | 888  |       | 32° 40′ 08″ nord, 51° 41′ 06″ est |        |
| Jiroft                                                      | Kerman                                      | Culturel (ii), (iii), (v), (vi)            | 2007 |                 | 5210 |       | 28° 40′ nord, 57° 44′ est         |        |
| Kuh-e Khuaja                                                | Seistan-o-Balouchestan                      | Culturel (ii), (iii), (iv)                 | 2007 |                 | 5184 |       | 30° 56′ 20″ nord, 61° 14′ 46″ est |        |
| La collection de ponts historiques                          | Lorestan                                    | Culturel (i), (ii), (iii)                  | 2008 |                 | 5273 |       |                                   |        |
| La maison perse du plateau central iranien                  | Ispahan, Yazd                               | Culturel (ii), (iv), (v), (vi)             | 2017 |                 | 6200 |       | 33° 58′ 30″ nord, 51° 26′ 27″ est |        |
| La muraille de Gorgan                                       | Golestan                                    | Culturel (i), (ii), (iii), (iv), (v)       | 2017 |                 | 6199 |       | 37° 04′ 13″ nord, 54° 04′ 36″ est |        |
| Le paysage naturel et historique d'Izeh                     | Khouzistan                                  | Culturel (i), (ii), (iii), (iv), (v), (vi) | 2008 |                 | 5269 |       | 31° 49′ 52″ nord, 49° 51′ 50″ est |        |
| La texture historique de Damghan                            | Semnan                                      | Culturel (ii), (iii), (iv), (v)            | 2007 |                 | 5200 |       | 36° 10′ 05″ nord, 54° 20′ 53″ est |        |
| La ville historique de Masouleh                             | Gilan                                       | Culturel (ii), (iii), (iv), (v)            | 2007 |                 | 5204 |       | 37° 09′ 14″ nord, 48° 59′ 13″ est |        |
| La ville historique de Meybod                               | Yazd                                        | Culturel (i), (ii), (iii), (iv), (v)       | 2007 |                 | 5193 |       | 32° 15′ 00″ nord, 54° 01′ 01″ est |        |
| L'axe historico-culturel de Fin, Sialk, Kashan              | Ispahan                                     | Culturel (i), (ii), (iii), (iv), (vi)      | 2007 |                 | 5187 |       |                                   |        |
| Le complexe d'Izadkhast                                     | Fars                                        | Culturel (i), (ii), (iii), (iv)            | 2007 |                 | 5205 |       | 31° 30′ 58″ nord, 52° 07′ 26″ est |        |
| Le port historique de Siraf                                 | Bouchehr                                    | Culturel (v)                               | 2007 |                 | 5195 |       | 27° 39′ 54″ nord, 52° 20′ 53″ est |        |
| Le village historique d'Abyaneh                             | Ispahan                                     | Culturel (ii), (iii), (iv)                 | 2007 |                 | 5197 |       | 33° 35′ 24″ nord, 51° 36′ 11″ est |        |
| L'ensemble zand de la province de Fars                      | Fars                                        | Culturel (vi)                              | 2008 |                 | 5270 |       |                                   |        |
| Monument historique de Kangavar                             | Kermanshah                                  | Culturel (iii)                             | 2007 |                 | 5189 |       | 34° 30′ 04″ nord, 47° 57′ 36″ est |        |
| Mosquée de Kaboud                                           | Azerbaïdjan oriental                        | Culturel (i), (ii), (iii), (iv)            | 2007 |                 | 5202 |       |                                   |        |
| Naqsh-e Rostam et Naqsh-e Rajab                             | Fars                                        | Culturel                                   | 1997 |                 | 898  |       | 29° 59′ 20″ nord, 52° 52′ 26″ est |        |
| Patrimoine industriel du textile du plateau central iranien | Ispahan, Kerman, Yazd                       | Culturel (i), (ii), (iii), (iv)            | 2017 |                 | 6196 |       | 32° 38′ 19″ nord, 51° 40′ 06″ est |        |
| Paysage culturel de Tus                                     | Khorasan-e-razavi                           | Culturel (iii), (iv), (vi)                 | 2007 |                 | 5203 |       | 36° 27′ 14″ nord, 59° 34′ 01″ est |        |
| Persépolis et autres bâtiments en rapport                   | Fars                                        | Culturel (ii), (iv), (vi)                  | 2007 |                 | 5186 |       | 29° 56′ 02″ nord, 52° 53′ 28″ est |        |
| Route de la soie                                            | Khorassan                                   | Culturel (i)                               | 2008 |                 | 5268 |       |                                   |        |
| Shush                                                       | Khouzistan                                  | Culturel                                   | 1997 |                 | 894  |       | 32° 11′ 20″ nord, 48° 15′ 29″ est |        |
| Structure historico-culturelle de Kerman                    | Kerman                                      | Culturel (i), (ii), (iii), (iv), (vi)      | 2008 |                 | 5271 |       | 30° 18′ nord, 57° 05′ est         |        |
| Tape Sialk                                                  | Ispahan                                     | Culturel                                   | 1997 |                 | 900  |       | 33° 58′ 08″ nord, 51° 24′ 18″ est |        |
| Taq-e Bostan                                                | Kermanshah                                  | Culturel (i), (ii), (iii), (iv)            | 2007 |                 | 5182 |       | 34° 23′ 17″ nord, 47° 07′ 55″ est |        |
| Université de Téhéran                                       | Téhéran                                     | Culturel (ii), (vi)                        | 2017 |                 | 6201 |       | 35° 43′ 13″ nord, 51° 23′ 43″ est |        |
| Zozan                                                       | Khorassan                                   | Culturel (ii), (iii), (iv)                 | 2007 |                 | 5208 |       | 34° 21′ 07″ nord, 59° 52′ 16″ est |        |
| Dômes de sel d'Iran                                         | Bouchehr, Fars, Hormozgan, Qom, Zandjan     | Naturel (vii), (viii)                      | 2017 |                 | 6198 |       |                                   |        |
| Damavand                                                    | Téhéran                                     | Naturel (vii), (viii), (ix), (x)           | 2008 |                 | 5278 |       | 35° 57′ 04″ nord, 52° 06′ 32″ est |        |
| Grotte d'Ali-Sadr                                           | Hamedan                                     | Naturel (vii), (viii), (ix)                | 2007 |                 | 5220 |       | 35° 18′ 22″ nord, 48° 17′ 53″ est |        |
| Île de Qeshm                                                | Hormozgan                                   | Naturel (vii), (viii), (ix), (x)           | 2007 |                 | 5215 |       | 26° 49′ nord, 55° 56′ est         |        |
| Lac Helmand                                                 | Seistan-o-Balouchestan                      | Naturel (vii), (viii), (ix), (x)           | 2008 |                 | 5276 |       | 30° 49′ 59″ nord, 61° 40′ 01″ est |        |
| Parc national de Khabr et refuge de vie sauvage de Ruchun   | Kerman                                      | Naturel (vii), (viii), (ix), (x)           | 2007 |                 | 5219 |       | 28° 42′ 00″ nord, 56° 19′ 59″ est |        |
| Réserve de biosphère de Touran                              | Semnan                                      | Naturel (x)                                | 2008 |                 | 5275 |       |                                   |        |
| Savalan                                                     | Ardabil                                     | Naturel (vii), (viii), (ix)                | 2007 |                 | 5218 |       | 38° 15′ 00″ nord, 47° 55′ 01″ est |        |
| Zone protégée d'Arasbaran                                   | Azerbaïdjan oriental                        | Naturel (vii), (viii), (ix), (x)           | 2007 |                 | 5217 |       | 38° 54′ 32″ nord, 46° 52′ 30″ est |        |
| Zone protégée de Hara                                       | Hormozgan                                   | Naturel (vii), (viii), (ix), (x)           | 2008 |                 | 5277 |       | 26° 49′ 59″ nord, 55° 40′ 59″ est |        |
| Complexe naturel-historique / grotte de Karaftoo            | Kurdistan                                   | Mixte (ii), (iii), (iv), (v), (vii), (x)   | 2017 |                 | 6193 |       | 46° 51′ 39″ nord, 36° 16′ 31″ est |        |
| Le paysage culturel et naturel de Ramsar                    | Mazandéran                                  | Mixte (iii), (iv), (vii), (x)              | 2007 |                 | 5201 |       | 36° 54′ nord, 50° 40′ est         |        |
| Paysage culturel d'Alamut                                   | Qazvin                                      | Mixte (ii), (iv), (v), (vi), (viii)        | 2007 |                 | 5206 |       | 36° 26′ 42″ nord, 50° 35′ 10″ est |        |